# Ladislas le Blanc

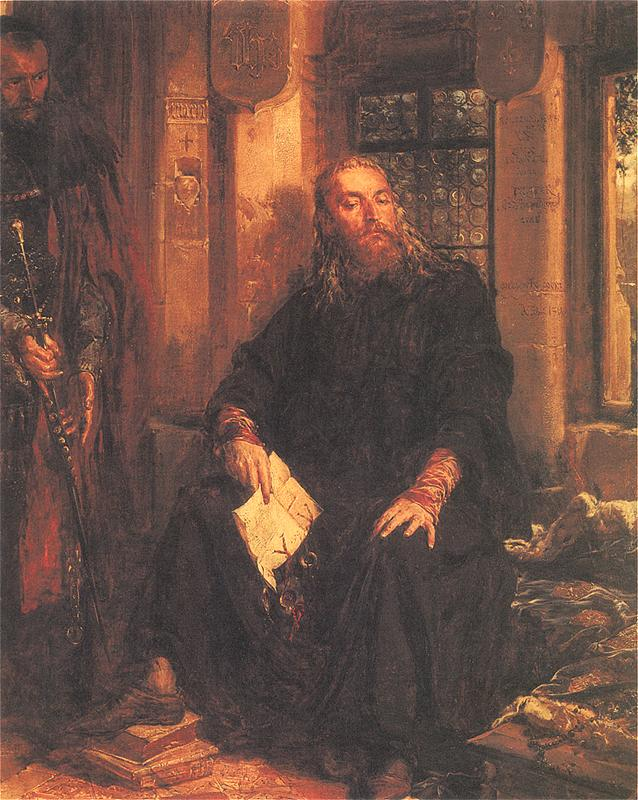
Jan Matejko, Ladislas le Blanc à Dijon, 1867

Ladislas le Blanc, aussi appelé Vladislas ou Wladislas, né entre 1327 et 1333 - mort le 29 février 1388 à Strasbourg, est duc de Gniewkowo (1347-1377) et le dernier membre de la dynastie polonaise des Piasts de Cujavie. Il est l'un des fils de Casimir III de Gniewkowo.

## Biographie
Après la mort de son père (entre 1347 et 1350), Ladislas le Blanc lui succède à la tête du petit duché de Gniewkowo.

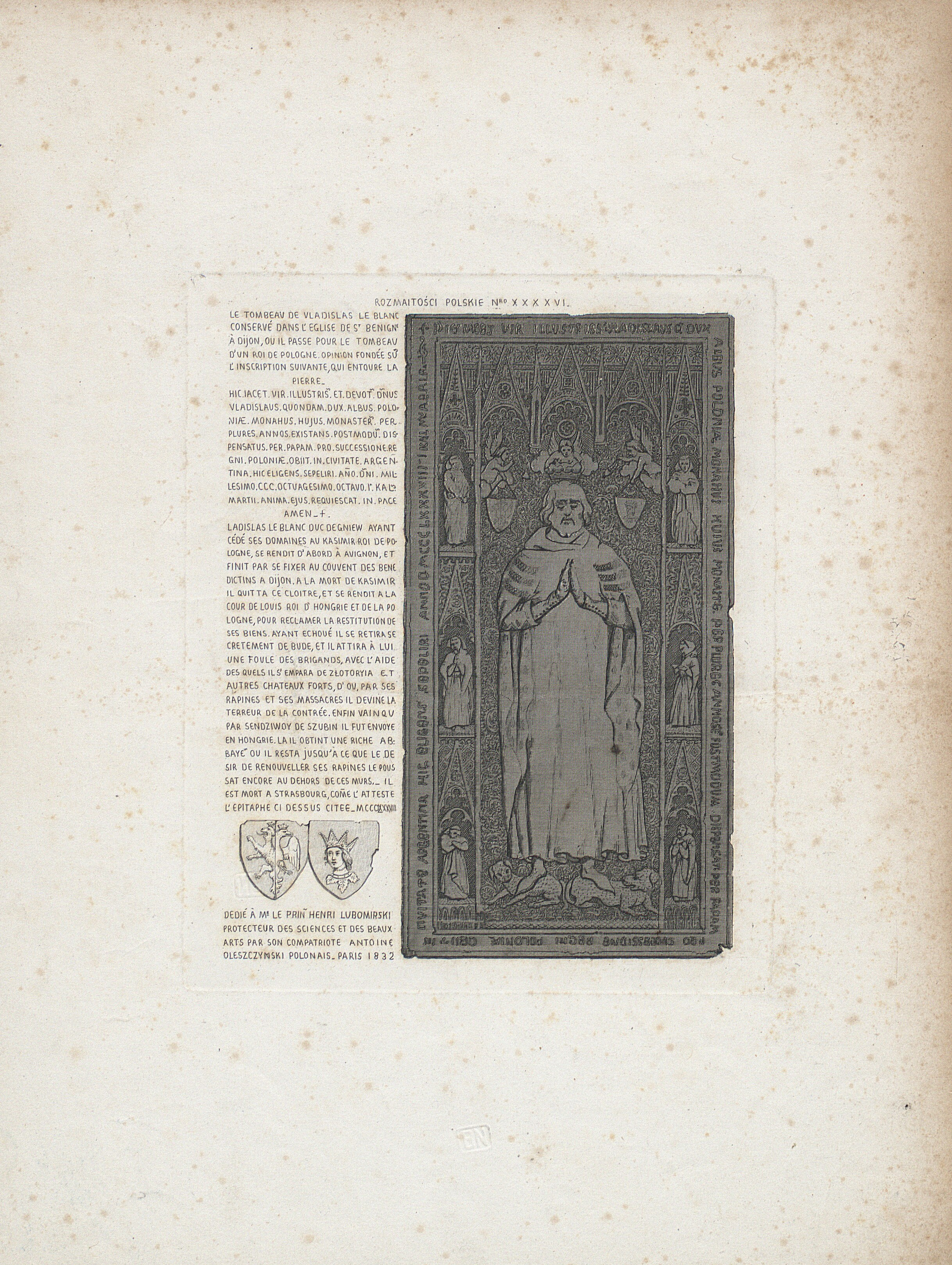
Antoni Oleszczyński, Le Tombeau de Vladislas Le Blanc conservé dans l'église de s.t Benign.e à Dijon..., Paris : [s.n.], 1832

Candidat malheureux à la succession de Casimir III le Grand, mort en 1370, il s'exile en France à l'abbaye Saint-Bénigne de Dijon. Après deux autres tentatives infructueuses, il aurait erré trois ans en Allemagne, puis décide de rejoindre le monastère. Mais la maladie l'arrête à Strasbourg et il meurt en 1388.
Dans son testament, il demande que son corps soit rapporté à Saint-Bénigne. Son tombeau est visible dans la nef de la cathédrale (quatrième pierre tombale à droite).